# Эш-Шербени, Марва Али
Марва Али Эль-Шербени (араб. مروة الشربيني‎; 7 октября 1977 — 1 июля 2009, Дрезден) — фармацевт из Египта. Будучи беременной, была убита в зале суда немцем-выходцем из России Алексом Винсом (Александром Нельзиным), к которому она предъявляла иск о религиозном оскорблении.
Винс был приговорён к пожизненному заключению.
Генеральный секретарь Лиги арабских государств Амир Мусса назвал убийство ничем не оправданным преступлением на почве ксенофобии.
Алекс Винс (Александр Игоревич Нельзин; род. 13 ноября 1980 года) — русский эмигрант, уроженец Перми, иммигрировавший в Германию в 2003 году, осуждён там за убийство и покушение на убийство. Сторонник (симпатизирующий) ультраправой Национал-демократической партии Германии (НДПГ). Преступление, совершённое Винсом, получило серьёзную огласку в мировом сообществе.

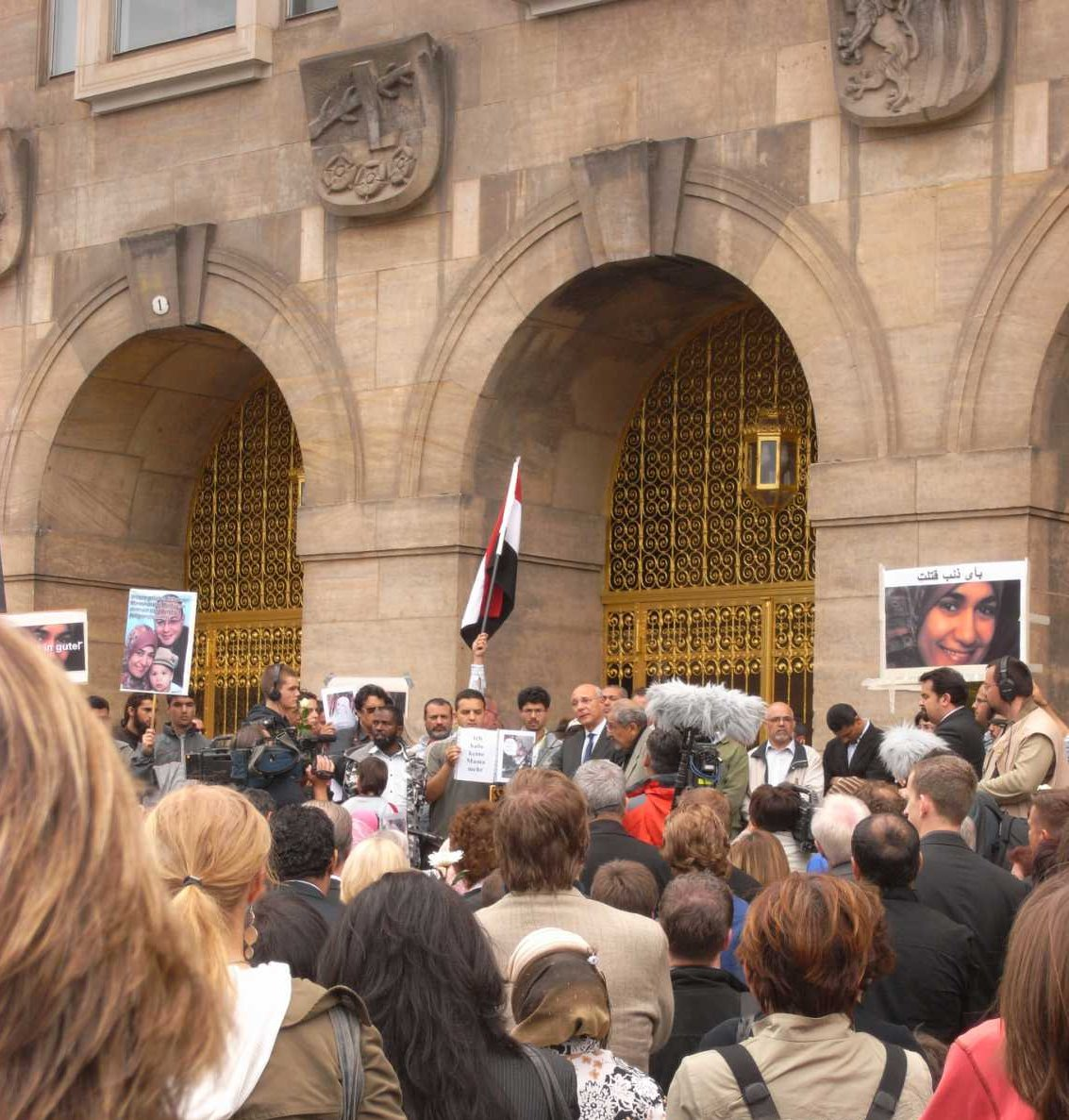

## Конфликт, суд и убийство
В 2008 году на детской площадке в одном из районов города Дрездена разразился конфликт между Алексом Винсом и египтянкой Марвой эль-Шербини. По словам женщины, Винс на просьбу уступить место на качелях её дочери ответил оскорблениями. Он назвал её «исламисткой», «террористкой» и «исламской шлюхой».
После конфликта египтянка подала в суд на русского эмигранта. Земельный суд Дрездена 1 июля 2009 года постановил взыскать с Винса штраф в размере 780 евро за нанесённые оскорбления.

Во время судебного заседания уроженец Перми, сообщают газеты, демонстрировал явную неприязнь к иммигрантам, хотя сам являлся таковым. Так, он обратился к потерпевшей со словами: «А есть ли у вас вообще право находиться в Германии? Вам тут не место!» А затем прокричал: «Когда к власти придет НДПГ, этому придет конец… Я голосовал за неонацистов!»

Прямо в зале суда Винс достал кухонный нож и нанёс им женщине 18 ранений до того, как подоспела охрана (32 секунды). Также Винс несколько раз ударил ножом мужа египтянки, который пытался за неё вступиться. Марва, находящаяся на 3 месяце беременности, погибла на месте.

## Приговор
12 ноября 2009 года немецкий суд признал Винса виновным в умышленном убийстве и покушении на убийство и приговорил его к высшей мере наказания — 25 годам заключения, без права досрочного освобождения. В ходе судебного расследования из Перми, родины Винса, пришла справка о его психической невменяемости, Винс был освобождён от службы в ВС РФ в связи с обнаруженной у него шизофренией. Тем не менее, Дрезденский суд не признал невменяемости подсудимого, ссылаясь на результаты немецкой экспертизы, не нашедшей каких-либо психических отклонений у Винса.

## Реакция общественности
- Дрезденское убийство вызвало массу волнений среди многомиллионного мусульманского населения Германии. В частности, немецкой полиции пришлось потратить 2 миллиона евро для обеспечения безопасности Винса — окна в зале суда были заменены на пуленепробиваемые, улицы контролировали снайперы и 200 полицейских. Имя подсудимого не разглашалось, в СМИ он фигурировал как Алекс В, а в суде появлялся в маске и тёмных очках.
- 1500 демонстрантов собрались вокруг суда с плакатами «Исламоненавистники — прочь из Германии!». Также они требовали казни Винса.
- Президент Ирана Махмуд Ахмади-Нежад обвинил в смерти египтянки немецкое правительство и потребовал введения против Германии санкций ООН.
- Канцлеру Германии пришлось извиняться перед президентом Египта.
- Немецкий эксперт в области борьбы с терроризмом Рольф Топхофен: «Процесс в Дрездене приобрел явно выраженную политическую окраску. Какое бы решение ни принял суд, оно явно не устроит исламистов. Они, вне всякого сомнения, предпримут попытку разжечь ненависть к Германии».
- Набил Якуб, президент Совета эмигрантов Дрездена: «Мы не считаем, что Алекс Винс — типичный представитель русскоязычных немцев, эмигрантов из России. Союз русских немцев также осуждает это преступление — мы с ними недавно встречались. Мы не хотим делить эмигрантов на мусульман и не-мусульман».
- Неонацисты в целом поддержали поступок Винса, однако мнения расходились. Некоторые пользователи антиисламских форумов называли Винса героем и возмущались, что пресса делает из мусульман «новых евреев». Другие писали, что ему не надо было губить свою жизнь: «Если он хотел убить мусульманку, можно было сделать это тихо и незаметно».